# Dusona nebulosa
Dusona nebulosa là một loài tò vò trong họ Ichneumonidae.